# Fort Duque de Caxias

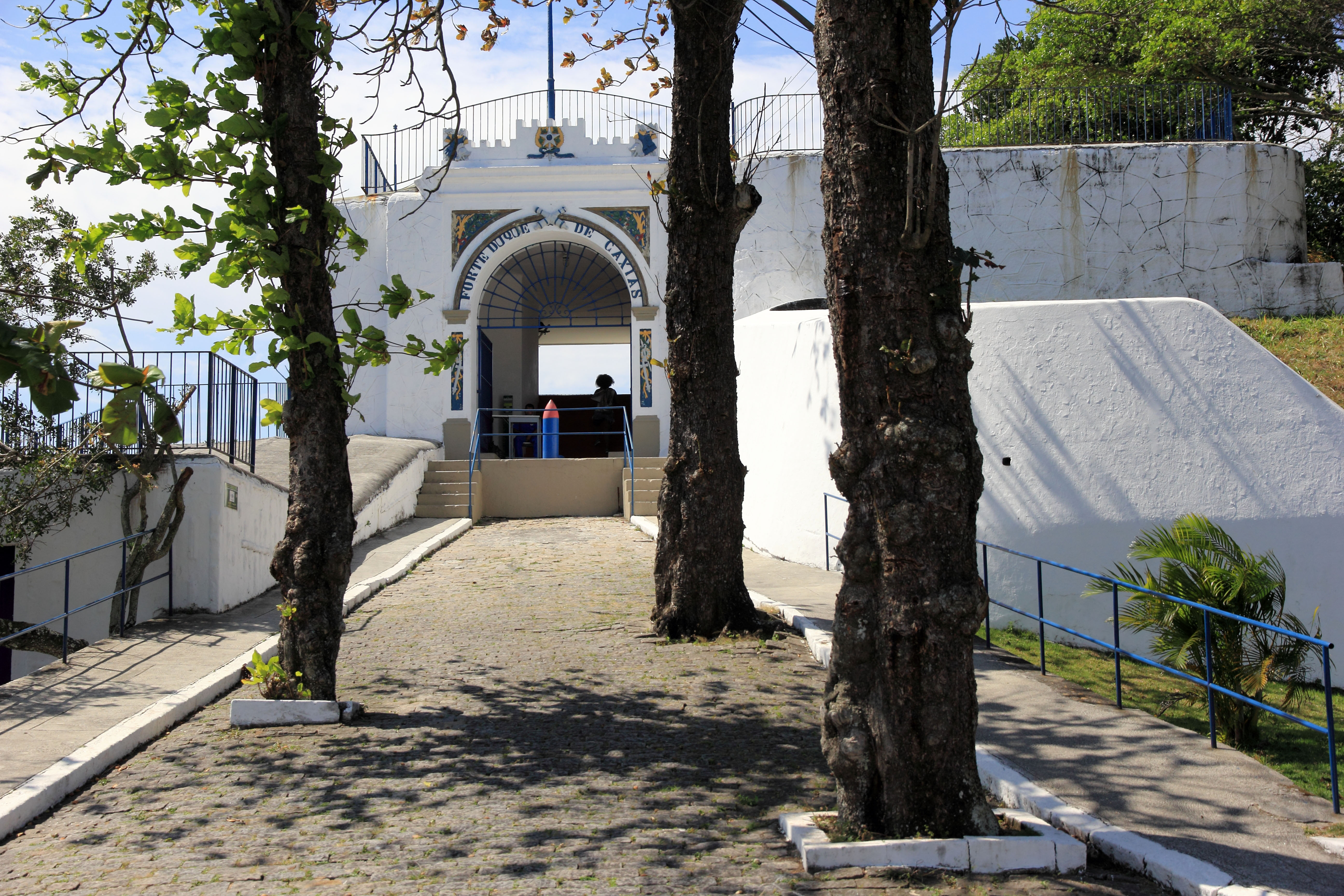
Fort Duque de Caxias, Ansicht des historischen Eingangstors

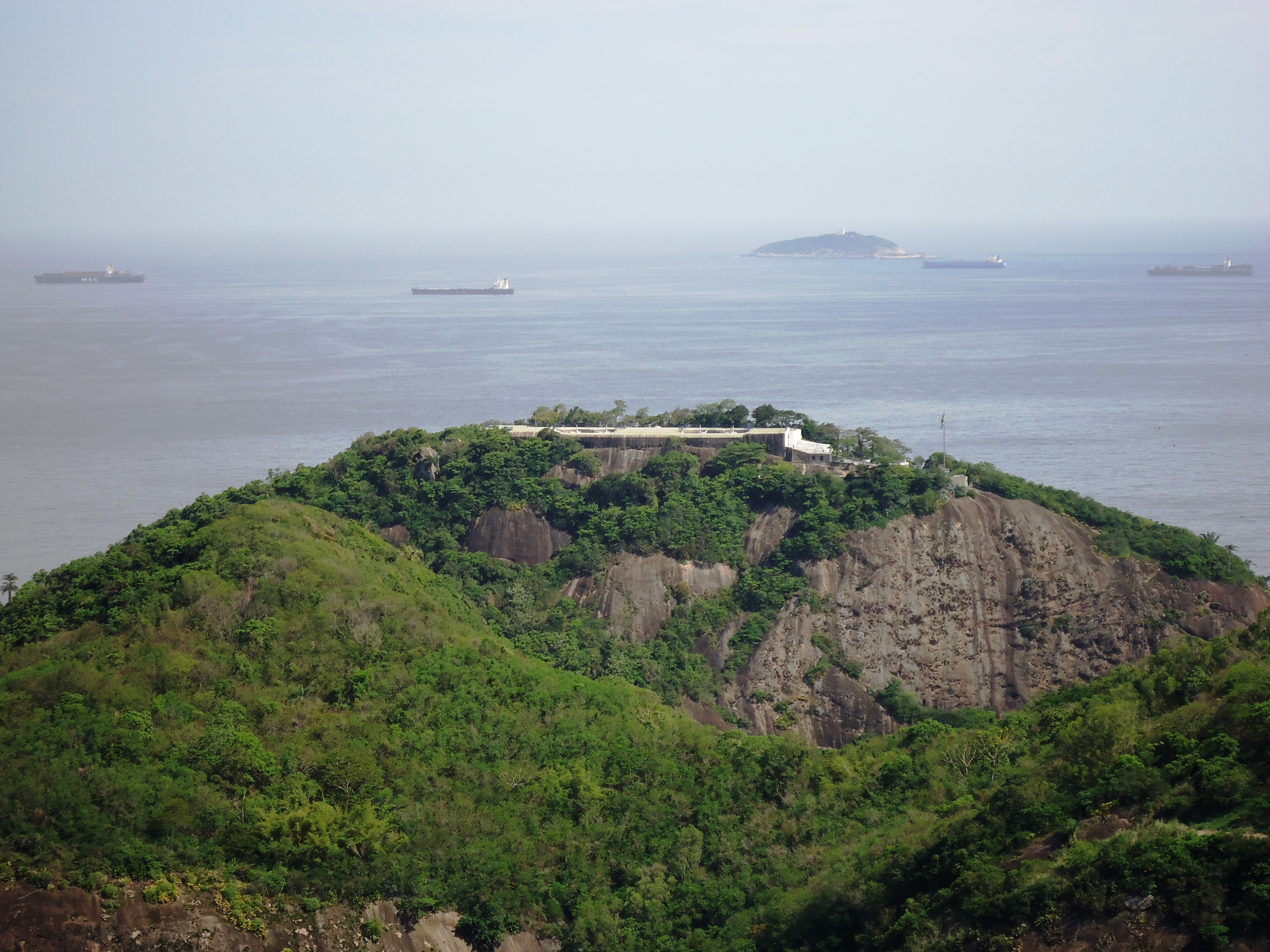
Ansicht mit Blick über den Morro do Leme auf den Atlantik

Das Fort Duque de Caxias, im Portugiesischen auch Forte da Ponta da Vigia, Forte da Vigia, Forte da Espia oder Forte do Leme genannt, ist ein historisches Fort auf dem Morro do Leme in Rio de Janeiros Stadtteil Leme.

## Geschichte
Es wird angenommen, dass auf dem Kap des Morro do Leme bald nach der Schlacht von Rio de Janeiro (1711) ein militärischer Beobachtungsposten mit einem Artilleriegeschütz eingerichtet wurde, um durch Wachleute auf dem Aussichtspunkt etwaige Feinde frühzeitig zu entdecken und bei künftigen Überfällen auf die Stadt Rio de Janeiro vor Angreifern zu warnen. Zu einem System von Befestigungspunkten, die unter portugiesischen Vizekönigen zum Schutz der Südseite der Stadt an der Küste und am Eingang zur Guanabara-Bucht angelegt wurden, zählte auch die „Ponta da Vigia“ (Wachtposten) genannte Spitze des Morro de Leme mit einer anfänglich einfachen Ausstattung. Unter Vizekönig Luís de Almeida (1729–1790) wurde diese Stellung zwischen 1776 und 1779 zu einem Fort ausgebaut. 1789 versah in dem Fort der spätere Freiheitskämpfer Tiradentes als Fähnrich seinen Dienst. Nachdem die Besatzung 1791 aus Kostengründen abgezogen worden war, gewann das Fort in den 1820er Jahren im Zuge der brasilianischen Unabhängigkeitsbewegung wieder an Bedeutung. Es wurde wieder bezogen und mit fünf Geschützen ausgestattet. Der an Marinefragen interessierte Prinz Adalbert von Preußen würdigte es in seiner strategischen Bedeutung 1842 auf seiner Reise nach Brasilien durch eine Tagebuchnotiz. In der Zeit der Blockade von Rio de Janeiro 1863 wurde das Fort erneut ertüchtigt und als Teil der „Befestigungsanlagen von Copacabana“ kartiert.

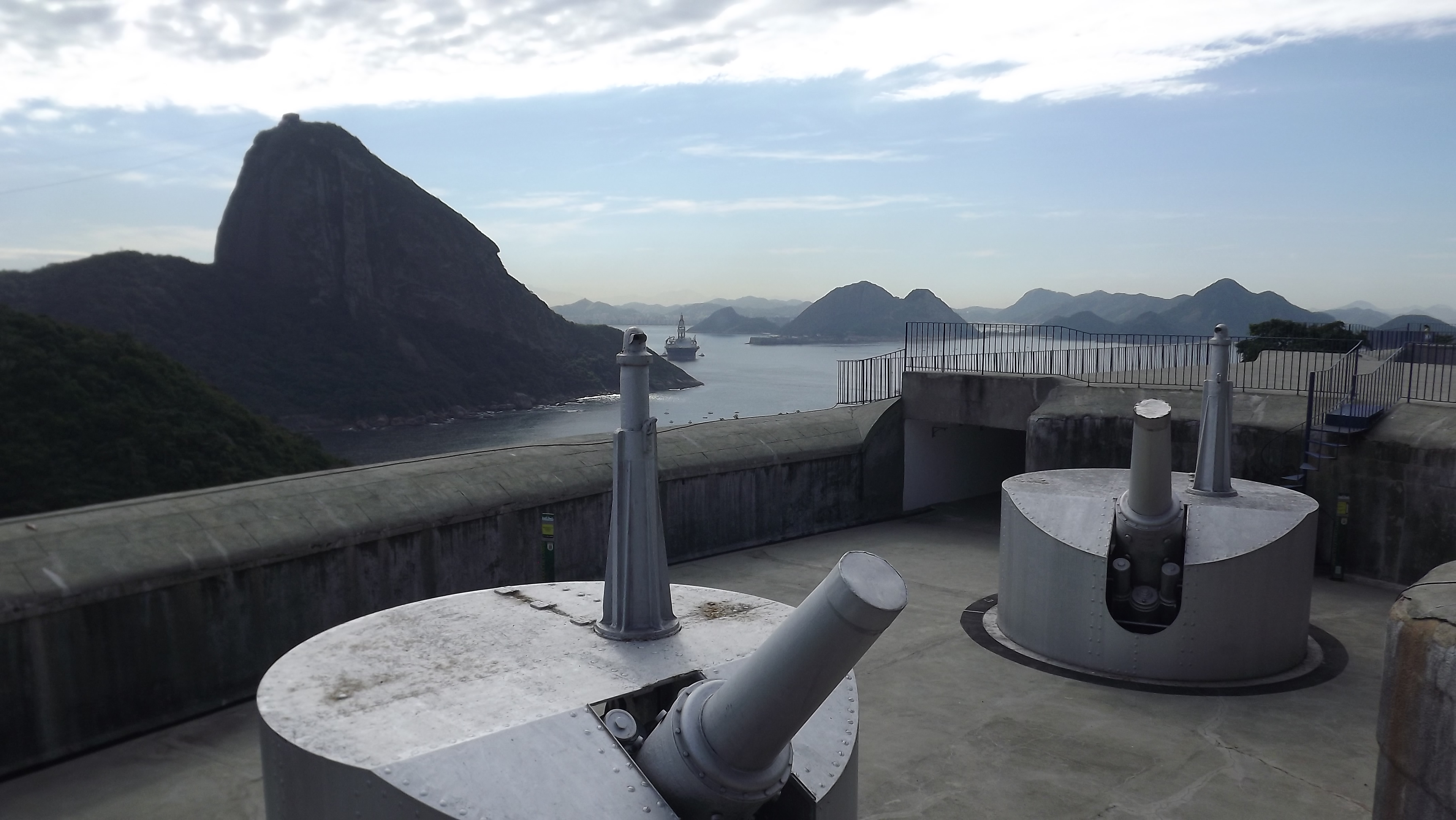
Zwei der vier Rotationshaubitzen

Hermes da Fonseca, der achte Präsident Brasiliens, ordnete 1913 zum verbesserten Schutz der Hauptstadt den modernen Ausbau der Festung an. Oberstingenieur Augusto Tasso Fragoso (1869–1945) wurde unter der Koordination von Hauptmann Arnaldo Pais de Andrade (1875–1937) mit dem Projekt betraut. Nach dem Vorbild des benachbarten Forts Copacabana, das schon fast fertiggestellt war, sollte das damals „Fort do Leme“ genannte Bauwerk auf den neuesten Stand der Militärtechnik gebracht werden. Es sollte vier Haubitzen des Kalibers 120 mm der Friedrich Krupp AG aus Essen und eine elektrische Ausstattung durch die Firma AEG aus Berlin erhalten. Um die neue Artillerie, deren Reichweite nunmehr den Eingang der Guanabara-Bucht und den Strand von Leme und Copacabana kilometerweit abzudecken hatte, gegen Beschuss sichern zu können, entwickelten deutsche Ingenieure als neue Konstruktion des Bauwerks Kasematten aus Beton mit versenkten Geschützstellungen, wobei das historische Portal erhalten blieb. Die ersten Bauarbeiten dauerten bis zum Mai 1917. Nachdem im Ersten Weltkrieg auch brasilianische Frachtschiffe von deutscher Kriegsmarine versenkt worden waren, zuletzt das Handelsschiff Macau durch das U-Boot U 93, erklärte Brasilien am 26. Oktober 1917 Deutschland den Krieg. Die deutschen Ingenieure, die wegen des U-Boot-Kriegs abgezogen worden waren, nahmen 1918 ihre Arbeit wieder auf. Sie installierten vier 280-mm-Krupp-Rotationshaubitzen mit einer effektiven Reichweite von 12 Kilometern. Am 9. Januar 1919 wurde die Anlage eingeweiht. Zum neuen Fort gehörte seit dieser Zeit auch eine kleine Kaserne am Fuß des Morro do Leme.

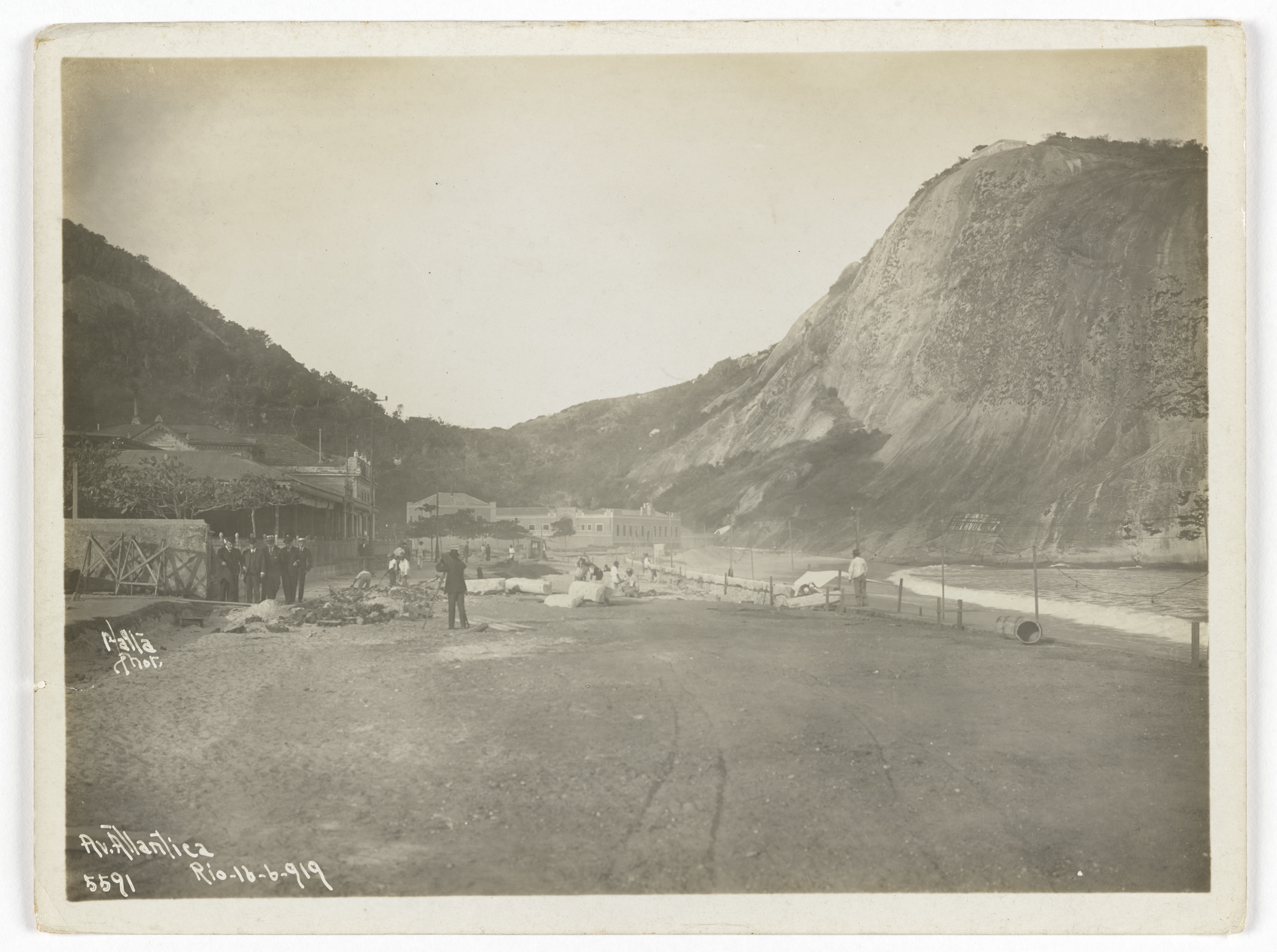
Ansicht 1919: Fort auf dem Gipfel und zugehörige Kaserne am Fuss des Morro do Leme

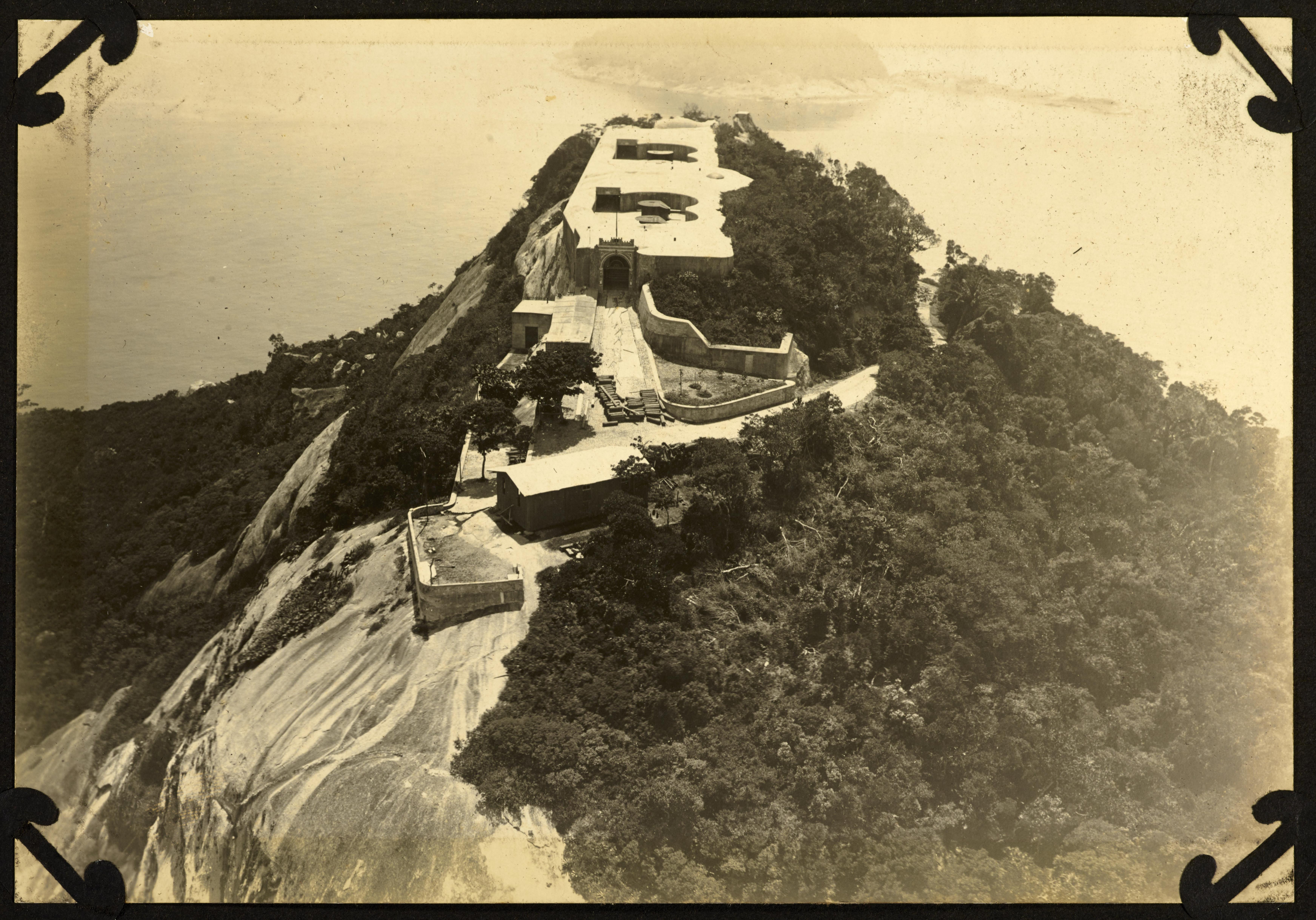
Ansicht um 1920

Zu einem Einsatz der neuen Artillerie kam es 1924 im Zuge des Tenentismo, als das von Meuterern übernommene brasilianische Schlachtschiff São Paulo beim Verlassen der Guanabara-Bucht beschossen wurde. Ein weiterer Einsatz war die Beschießung des deutschen Passagierschiffs Baden am 24. Oktober 1930, als das vor allem von spanischen Touristen gebuchte Schiff unter Missachtung von Kanonen- und Flaggensignalen die Guanabara-Bucht verlassen wollte. 28 Spanier verloren ihr Leben, 39 Schwerverletzte kamen in Krankenhäuser Rio de Janeiros.
Am 22. Juli 1935 benannte Präsident Getúlio Vargas das Fort nach dem Herzog von Caxias, Luís Alves de Lima e Silva, einem brasilianischen Marschall, der im 19. Jahrhundert militärische Verdienste bei der brasilianischen Intervention im Uruguayischen Bürgerkrieg, im La-Plata-Krieg und im Tripel-Allianz-Krieg erworben hatte. Am 13. März 1962 erklärte Brasilien den Herzog von Caxias zum „Schutzpatron der brasilianischen Armee“.
Im Zweiten Weltkrieg, in dessen Verlauf Brasilien nach Versenkung brasilianischer Handelsmarine Deutschland und Italien am 22. August 1942 den Krieg erklärt hatte, bestand Furcht vor deutschen Angriffen. Als im Februar 1943 ein Wachposten wegen gesichteter U-Boote Alarm geschlagen hatte, eröffneten Küstenfestungen von Rio de Janeiro und Niterói das Feuer. Bald stellte sich jedoch heraus, dass die vermeintlichen U-Boote vorbeiziehende Wale waren.
Die letzten Schüsse gab die Artillerie des Forts auf Befehl des brasilianischen Militärs unter dem Kommando von Marschall Teixeira Lott (1894–1984) am 11. November 1955 auf den Kreuzer Tamandaré ab, als das unbewaffnete Schiff, das den vom Militär abgesetzten Präsidenten  Carlos Luz, einige Minister und Verbündete in Richtung Santos bringen wollte, die Guanabara-Bucht verließ. Zwanzig Minuten lang wurde geschossen, ohne jedoch das auslaufende Schiff zu treffen.
1964 erhielten die Haubitzen 105-mm-Reduktionsrohre, ehe sie am 24. April 1965 deaktiviert wurden. Auch nach Aufgabe der militärischen Nutzung verstanden die Brasilianischen Streitkräfte das Fort als Teil ihrer Geschichte und pflegten es als Kulturdenkmal. In die Kaserne am Fuß des Morro do Leme unterhalb des Forts zog 1965 ein Fortbildungszentrum des Brasilianischen Heers ein, heute Centro de Estudos de Pessoal e Forte Duque de Caxias. Als Betreiberin des Forts im Sinne einer Kulturstätte übernahm sie im Jahr 2008 dessen Namen in ihren.
2012 wurde das Fort im Rahmen des Konzepts Rio de Janeiro: Carioca Landscapes between the Mountain and the Sea in das Welterbe in Brasilien aufgenommen. 2015 erlangte es definitiven Schutz als Baudenkmal, nachdem es bereits seit 1987 unter vorläufigem Schutz gestanden hatte.